# 임시우
임시우(1999년 ~ )는 대한민국의 배우다.

## 방송
- PRODUCE X 101 (2019) - 발표순위 101위
- 이미테이션 (2021) - 임시우 역